# Lachen (Schwyz)
Lachen – miejscowość i gmina w Szwajcarii, w kantonie Schwyz, w okręgu March. Leży nad Jeziorem Zuryskim. 

## Demografia
W Lachen mieszkają 9 353 osoby. W 2021 roku 31,7% populacji gminy stanowiły osoby urodzone poza Szwajcarią. 

## Współpraca
Miejscowość partnerska:
- Schramberg, Niemcy

## Transport
Przez teren gminy przebiegają autostrada A3 oraz drogi główne nr 3 i nr 390.